# Gesellschaft der Brüder

Siegel der Gesellschaft der Brüder (um 1790)

Die Gesellschaft der Brüder, auch Brüdergesellschaft genannt, war ein 1780 gegründeter, mutmaßlich bis 1938 aktiver kultureller und humanitärer Verein des Reformjudentums in Breslau, der Freischulen für jüdische Kinder sowie eine liberale Synagoge ins Leben rief.

## Gründung
Die Vereinsgründung geht auf eine Zusammenkunft junger Breslauer Juden vom 16. April 1780 zurück. Die Stifter, hieß es in einer Eingabe vom 24. Januar 1793, „formirten eine Brüderschaft, die auf That-Sache der Religion hinauslief, das heisst auf Gutesthun und Uebung einer allgemeinen Bruderliebe“. Sie gaben dem Verein den Namen Ahawa Weachwa (Liebe und Bruderschaft); seit 1790 nannte sich der Verein Gesellschaft der Brüder. Die ältesten Vereins-Statuten sind nicht erhalten. Die älteste schriftliche Aufzeichnung des Vereins datiert von 1786 und betrifft die rituelle Feier der Sterbetage von Mitgliedern der Gesellschaft.
Die vor allem auf Erneuerungen im Kultus- und Erziehungswesen ausgerichtete „Gesellschaft der Brüder“ wurde in erster Linie von einflussreichen, mit einem sogenannten Generalprivilegium ausgestatteten Familien der Stadt getragen. Programmatisch für die Gründung wurde der im selben Jahr von Moses Mendelssohn erschienene Pentateuch, in hebräischen Schriftzeichen, aber in deutscher Übersetzung neben den Urtext gedruckt und in hebräischer Sprache kommentiert.
In Breslau lebten damals rund 2500 Juden. Unter ihnen gab es General-Privilegierte, „Stamm-Numeranten“, befristet oder lebenslänglich Geduldete und sogenannte Schutzgenossen, die von der Obrigkeit sehr unterschiedlich behandelt wurden. Es gab spezielle, die Herkunftsorte berücksichtigende Synagogen für die Juden aus Zülz, Krotoschyn, eine Glogauer, Neu-Glogauer und Lissaer Synagoge, in denen unterschiedlichste Kulte und Gesetze galten. Hinzu kam die diskriminierende Besteuerung und Privilegierung der eingesessenen, hinzugezogenen oder nur vorübergehend in Breslau lebenden Juden.
Seit dem Auftreten David Friedländers und anderer Vordenker der Aufklärung im Judentum, Maskilim genannt, wurden im Judentum Reformbestrebungen diskutiert, die auf eine modernisierte und aufgeklärte Glaubenspraxis abzielten. 1790 erließ der liberale und für die Anliegen der Juden aufgeschlossene Graf Hoym ein von König Friedrich Wilhelm II. bestätigtes Reglement für die Verbesserung der bürgerlichen Verhältnisse der Breslauer Juden. Den von der französischen Aufklärung inspirierten innerjüdischen Bestrebungen (die unter dem Stichwort Haskala bekannt sind), durch eine Reform der Glaubenspraxis (Trennung von Kirche und Staat, Religionslehre in deutscher und althebräischer, nicht in jiddischer Sprache, Modernisierung von Speisegesetzen oder Begräbnisritualen) zu einer Erneuerung beizutragen, fühlten sich die Mitglieder der Gesellschaft der Brüder verpflichtet. Damit sollte unter Beibehaltung des jüdischen Bekenntnisses eine Akkulturation der Juden an die christliche Mehrheitsgesellschaft einhergehen.
Zu den Stiftern des Vereins gehörten Benjamin Jakob Dohm (gest. 1798) und sein Sohn Lewin Benjamin Dohm (1754–1825), seit 1790 Syndicus der jüdischen Gemeinde in Breslau, zu deren Nachkommen die Familie Pringsheim gehört. Sie hatten den Familiennamen Dohm zu Ehren des Kriegsrates Christian Konrad Wilhelm Dohm angenommen, der sich in seinen Schriften für die jüdische Emanzipation einsetzte. 1785 trat der Arzt und Geburtshelfer Elias Henschel (1755–1839) dem Verein bei, der Vater des Botanikers August Wilhelm Henschel, der Vorlesungen über Literatur, Physik, Mathematik und Chemie hielt und die Statuten des Vereins in wesentlichen Teilen formulierte. In wenigen Jahren kletterte die Mitgliederzahl auf über fünfzig.
Die Gesellschaft übernahm die Verpflichtung, für das Wohl ihrer Mitglieder durch Fürsprache und Empfehlung, bei Hilfsbedürftigkeit auch durch materielle Hilfe zu sorgen. Diese Fürsorge betraf auch Krankenpflege und Krankenbesuch, die zu den Pflichten der Mitglieder gehörten, und die Versorgung und vormundschaftliche Betreuung von Witwen und Waisen. Kosten für ärztliche Hilfe übernahm, bei freier Arztwahl durch den Patienten, die Gesellschaft. Weitere soziale Projekte, die aus der Gesellschaft hervorgingen und von ihr unterstützt wurden, galten der Gründung von Schulen, Bekleidung mittelloser Juden oder die Ausstattung armer Bräute.
Zugleich wurde streng auf rechtlich und sittlich einwandfreien Lebenswandel geachtet. Verfehlungen wurden nach einem ritualisierten Verfahren in den Sitzungen zur Sprache gebracht und die Betreffenden um Stellungnahme gebeten und gegebenenfalls verwarnt, bei Wiederholung in gleicher Weise verfahren, beim dritten Mal konnten Sanktionen bis hin zum Ausschluss folgen. Wer je mit dem Gesetz in Konflikt gekommen war, konnte nicht aufgenommen werden; für alle anderen mussten zwei Mitglieder bürgen. Die Aufnahme erfolgte in einem mehrstufigen Prozess: zunächst wurde der neu Beigetretene nur als Halbbruder aufgenommen, nach einem halben Jahr erhielt er ein Bruderdiplom, durfte jedoch erst nach einem weiteren halben Jahr an den Sitzungen teilnehmen.
Das Wappen der Brüdergesellschaft weist einen Baum mit der Umschrift „Gesellschaft der Brüder“ sowie die römische Ziffer VII auf. Das Zahlensymbol steht für die sieben Stufen der Mitgliedschaft, den siebenköpfigen engeren Ausschuss der Brüderschaft und die 14 (zweimal sieben) Tage, in deren Abstand sich der Ausschuss zur Beratung der Vereinssachen treffen musste.
Es gab Doppelmitgliedschaften mit der zwölf Jahre später in Berlin gegründeten Gesellschaft der Freunde, deren erster Vorsteher Meyer Warburg von der „Stiftung einer ähnlichen Gesellschaft dort“ sprach.

## Königliche Wilhelms-Schule und Industrieschule für jüdische Mädchen
Nach dem Vorbild der in Berlin durch David Friedländer und Isaak Daniel Itzig gegründeten Freischule für jüdische Kinder planten die Vereinsmitglieder eine ähnliche Bildungsstätte.
Die Gründung der Reformschule erfolgte gegen Proteste der orthodox dominierten Gemeinde. Ein der königlich-preußischen Kriegs- und Domänenkammer vorgelegter erster Lehrplan sah kein Talmudstudium vor. Das Hebräische sollte als Sprachstudium, nicht zum Auswendiglernen der heiligen Schriften gelehrt, geeignete Lehrer sollten ausschließlich vom Staat bestimmt werden.
Schon der ursprünglich geplante Name „Jüdische Bürgerschule“ stieß auf Widerstand, da die traditionell orientierten Gemeindemitglieder ein Zurückstellen der konfessionellen Orientierung befürchteten. Die Wahl des Namens Königliche Wilhelms-Schule wurde schließlich mit der Dankbarkeit für den Landesfürsten Friedrich Wilhelm II. begründet, der den Namen genehmigte.
Die Leitung der Schule unterstand einem Direktorium, dem Lewin Benjamin Dohm und Elias Henschel, aber auch der Professor am christlichen Elisabeth-Gymnasium Ludwig Gedike (1760–1838) angehörten. Am 15. März 1791 wurde die Schule im Beisein des Kriegs- und Domänenrates August Gottfried Wilhelm Andreae (1757–1830), des schlesischen Landesrabbiners Isaak Joseph Jonas Fränckel (eigentlich Itzchak Joseph ben Chajim Jonah Teomim, 1721–1793) sowie von Geistlichen zweier christlicher Konfessionen feierlich eröffnet. Im ersten Jahrgang wurden 125 Jungen im Alter zwischen sechs und vierzehn Jahren von insgesamt neun Lehrern unterrichtet. Zu den letzteren zählten der Sprach- und Mathematiklehrer Tobias Hiller (um 1773–1841), der Oberlehrer und Inspektor Joël Löwe (1762–1802), Aaron Wolfssohn (1756–1835) und (von 1827 bis 1848) der aus Glogau stammende Philologe Eduard Munk, Bruder des in Paris lehrenden Orientalisten Salomon Munk. 1826 wurde der Rabbiner Isaac Ascher Francolm Direktor der Schule.
1801 wurde von Tobias Hiller gemeinsam mit Rebecka Dohm (um 1756–1847), geb. Berliner, der Ehefrau von Lewin Benjamin Dohm, und Edel Fränckel (1749–1818), der Tochter des Landesrabbiners, eine Industrieschule für arme israelitische Mädchen eingerichtet. Sie wurde am 4. Januar 1801 mit zehn Schülerinnen eröffnet und in den ersten Jahren von einer Klasse aus 25 Mädchen aus dem jüdischen Waisenhaus besucht (1818 waren es 30, 1827 wurden 44 Waisen aufgenommen; ab 1830 waren es rund 70, darunter auch solche aus armen Familien der Gemeinde). Sie wurden durch das mehrheitlich unentgeltlich unterrichtende Kollegium auf die Anforderungen einer den Religionsgesetzen gemäßen Haushaltsführung vorbereitet. 1884 wurden 152 Mädchen durch drei wissenschaftliche Lehrer, einen Zeichenlehrer und zwei Handarbeits-Lehrerinnen unterrichtet. Aus wirtschaftlichen Gründen wurde die ausschließlich von der Gemeinde und Spenden finanzierte Schule 1922 geschlossen.
Die Berufung des liberalen Abraham Geiger zum Rabbinatsassessor (Dajan) im Jahr 1840 löste eine Kontroverse aus, die zur Spaltung der Breslauer Gemeinde führte, weil der Gemeinderabbiner Salman Tiktin die Ernennung nicht akzeptierte und jegliche Zusammenarbeit mit Geiger verweigerte. Weder an Hochzeitsfeierlichkeiten noch an Begräbnissen durfte ein Vertreter der Reform teilnehmen. War von Hinterbliebenen die Zeremonie durch Abraham Geiger ausdrücklich erwünscht, wie am 3. April 1842 bei der Beisetzung des Heymann Oppenheimer (geb. 1772, seit 1816 in der Gesellschaft der Brüder, seit 1829 im Großen Ausschuss), wurde Geigers Ansprache durch Tiktin-Anhänger niedergebrüllt und vereitelt, was eine nachhaltige Entzweiung zur Folge hatte.
Besonders umstritten blieb die von Anbeginn von der Orthodoxie bekämpfte Königliche Wilhelms-Schule. Als die Reformkräfte stärker wurden, verweigerte von rund 6000 Mitgliedern der orthodoxe Teil die Gemeindesteuer, weshalb die Schule die laufenden Kosten nicht mehr aufbringen konnte. Eine Umwandlung in eine städtische Elementarschule lehnte der Magistrat der Stadt Breslau ab. Kraft einer königlichen Kabinettsordre vom 7. März 1848 musste die Königliche Wilhelms-Schule zum 31. März des Jahres schließen. Das Restvermögen des Schulfonds wurde der Gemeinde übergeben, die aus den Zinsen einige Freistellen für jüdische Studierende an christlichen oder städtischen Gymnasien finanzierte. Ein Stiftungskapital, dessen Zinsen der Hofagent Lipmann Meyer (1730–1814) für den Betrieb der Schule bestimmt hatte, wurde nach zehnjähriger gerichtlicher Auseinandersetzung 1859 von der Gemeinde an Meyers Erben zurückerstattet.

## Synagogen
Durch Vermittlung des Geographen und Finanzbeamten Friedrich Albert Zimmermann (1745–1815), der in den ersten Jahren den Vorsitz des Direktoriums der Wilhelms-Schule innehatte, beantragte der Verein beim Grafen Hoym eine Anerkennung ihrer Statuten und die Genehmigung, ihr Wappen zu führen. Zugleich erbat man die Erlaubnis zur Gründung einer Synagoge. 1792 konnte die Gesellschaft der Brüder auf dem Grundstück des Bau-Assistenten Johann Gotlieb Eik, das für 20 Jahre gepachtet wurde, ein geräumiges und würdiges Gotteshaus auf dem Grundstück Antonienstraße 30 einrichten. Die Einweihung dieser sogenannten Synagoge zum Tempel, für die der Dichter Hartwig Wessely ein zweisprachiges Liederheft verfasste, fand am 23. Oktober 1796 statt. 1817 veranlasste eine erhebliche Mietsteigerung, dass der Gottesdienst vorübergehend im Privathaus des Kommissionsrats Zoller abgehalten und langfristig ein größeres Gotteshaus geplant wurde.
Am 10. April 1829 eröffnete der Verein die neue, ausschließlich aus privaten Mitteln errichtete Synagoge, die bis zum Bau der ersten Breslauer Gemeindesynagoge die größte der Stadt bleiben sollte. Sie wurde vom Architekten Carl Ferdinand Langhans entworfen, von den Breslauer Malern Raphael Biow und seinem Sohn Hermann Biow ausgemalt und wurde als Synagoge zum Weißen Storch bekannt. In dieser Synagoge hielt Abraham Geiger auf Einladung von Wilhelm Freund seine ersten Predigten in hochdeutscher Schriftsprache.
Zu den zahlreichen Konflikten mit den orthodoxen Aschkenasim in Breslau, die weiterhin fortbestanden, gehörte der Streit über das Bestattungsritual. Während Traditionalisten eine Beisetzung nach sechs Stunden für unerlässlich hielten, empfahlen gerade auch jüdische Mediziner wie Marcus Herz, Abraham Zadig (nachmals August Theodor Zanth, 1764–1836) und Joachim Salomon Koreff (1732–1805, der Vater von David Ferdinand Koreff), erst nach drei Tagen und ärztlicher Feststellung des Todes zu bestatten. Auch Leichenwaschungen sollten nicht auf dem Friedhof, sondern im Sterbehaus vorgenommen werden. Anlass zu dieser Kontroverse gaben unter anderem Fälle von Scheintod. Auch hier positionierte sich die Gesellschaft der Brüder; vierzig Gesellschafts-Mitglieder, darunter der Syndikus der Gemeinde Dohm, verpflichteten 1798 eine mit 27 Mitgliedern (darunter sämtliche Ärzte des jüdischen Hospitals) neugegründete Beerdigungs-Bruderschaft auf folgende Grundsätze: „Ausstellung eines Attestes durch den Arzt über den wirklichen Tod, Anschaffung eines Leichenwagens und von Trauerbegleitern; Reinigung im Sterbehaus durch eigene Wärter; ein einzelner Sarg für jeden einzelnen, der die Leiche schon im Sterbehause aufzunehmen hat; beim Leichenzuge keine Umwege, sondern der nächste; Anwesenheit von acht Mitgliedern bei jeder Bestattung.“ Als die bisherige Bruderschaft, der die Verwaltung des Friedhofs oblag, Modernisierer an der Nutzung von Grabstellen hindern wollte, mussten Bestattungen polizeilich durchgesetzt werden. Noch 1830 sollte einem Kaufmann die zusätzliche deutsche Beschriftung eines Grabsteins verwehrt werden, die erst eine königliche Kabinettsordre Friedrich Wilhelms III. möglich machte.
Trotz der Kritik von Vertretern der jüdischen Orthodoxie an der liberalen Kultusordnung wuchs die Zahl der Gemeindemitglieder mit der Zeit immer stärker. Im Jahr der Wahl Abraham Geigers zum Oberrabbiner (1843) ging die Privatsynagoge an den neugegründeten Synagogenverein in Breslau über, wobei sich die Gesellschaft der Brüder vorbehielt, Trauerfeiern für verstorbene Mitglieder weiterhin unentgeltlich halten zu dürfen.
Als die liberale Gemeinde in Breslau schließlich so viel Zulauf erhielt, dass sie ein neues Gotteshaus benötigte und die Neue Synagoge errichtet und bezogen hatte, nutzte die konservative Tiktin-Gemeinde die Synagoge zum weißen Storch.

## Gründung weiterer Brüdergesellschaften
Die elitäre Zusammensetzung, der an die Freimaurerei erinnernde Aufnahmeritus sowie die Kontroverse über den liberalen Reformkurs führten schon 1793 zur Gründung eines religiös-konservativen Konkurrenzvereins, der sich zunächst Schochre hatob (Gesellschaft zur Beförderung des Guten) und später Zweite Brüdergesellschaft nannte. Auch diese Gesellschaft richtete einen eigenen Gottesdienst ein, für den sie regelmäßig die vom bisherigen Brüderverein aufgegebenen Lokalitäten nutzte. Zu den führenden Kräften gehörten der Landesrabbiner Fränckel, der die vom Schulkollegium der Königlichen Wilhelms-Schule vorgeschlagenen Talmudlehrer für ungeeignet hielt, der Mohel und Betreiber einer Privatsynagoge Benjamin Markus Oberndorff sowie die Begründer der Commerzienrath Fränkel'schen Stiftungen, David und Jonas Fränkel. Dieser zweite Verein zählte 55 männliche und 53 weibliche Mitglieder und erhielt am 21. Februar 1800 eine Konzession zur Errichtung einer eigenständigen Synagoge.
Später bildete die zweite Brüdergesellschaft den Grundstock der neu-orthodoxen Tiktinschen Gemeinde, die nach Tiktins Tod 1843 von dessen Sohn und Nachfolger, dem schlesischen Landesrabbiner Gedalja Tiktin geführt wurde. Ihre Mitglieder weigerten sich, Abraham Geiger als Oberrabbiner anzuerkennen. Dennoch war Breslau weiterhin eine Einheitsgemeinde, die Rabbiner waren koordiniert und die Vereine blieben nicht strikt getrennt. So amtierte Samuel Würkheim (gest. 1861), der am 2. Januar 1827 beigetreten war, 1845 im Vorstand der zweiten Brüdergesellschaft. Eduard Engel, der seit 1855 zur ersten Gesellschaft der Brüder gehörte, vertrat 1860 ebenfalls die gleichnamige ‚zweite‘ Organisation.
Auch eine dritte Brüdergesellschaft gab es, die 1811 gegründet und auch Gesellschaft der Freunde genannt wurde. Sie konnte 1812 eine Synagoge eröffnen und existierte noch 1932.
Am 2. November 1820 wurde von dreißig jüdischen Männern, denen der Zutritt zu anderen Gesellschaften verwehrt worden war, im Haus Zur Krone am Breslauer Ring eine Gesellschaft der Freunde ins Leben gerufen. Dieser Verein, der nicht in erster Linie karitative oder politisch-reformerische, sondern kulturelle und gesellige Zwecke verfolgte, ist nicht mit der Gesellschaft der Brüder zu verwechseln.

## Ende des Vereins
Am 1. Februar 1913 zählte die Gesellschaft der Brüder 257 Mitglieder.
Noch 1921 erschien eine Satzung der Gesellschaft der Brüder im Druck. 1928 sammelten die erste und auch die zweite Brüdergesellschaft Spenden für mittellose jüdische Studierende.
Am 21. März 1937 fand die 157. ordentliche General-Versammlung der Gesellschaft der Brüder in der Lessing-Loge statt. Vorsitzender war Dr. Georg Marck; sein Stellvertreter Professor Dr. Fritz Heimann. Zu diesem Zeitpunkt zählte der Verein 173 Mitglieder.
Über das Ende der Gesellschaft der Brüder ist wenig bekannt. Nach der Reichspogromnacht wurden viele jüdische Einrichtungen aufgelöst oder arisiert, jüdische Stiftungen und Kultureinrichtungen unter nationalsozialistische Kontrolle gebracht, Satzungsänderungen durch Erlass des Reichsinnenministeriums vom 8. Mai 1938 erzwungen. In diesem Zusammenhang wurde vermutlich auch die Gesellschaft der Brüder aufgelöst.

## Einige bekannte Mitglieder
- Raphael Moses Abraham Biow, Maler (1773–1836)
- Eduard Cassirer, Holzhändler und Fabrikant (1834–1916)
- Salo Cassirer, Holzhändler und Fabrikant (1847–1917)
- Ferdinand Cohn, Bakteriologe (1828–1898)
- Robert Caro, Maschinen- und Eisenbahnwagenbauer (1819–1875)
- Georg Cohn, Rechtswissenschaftler (1845–1918)
- Hermann Cohn, Ophthalmologe (1838–1906)
- Isaac Ascher Francolm, Rabbiner (1788–1849)
- Wilhelm Freund, Schuldirektor, Philologe (1806–1894)
- Wilhelm Salomon Freund, Jurist, Politiker (1831–1915)
- Abraham Geiger, Rabbiner (1810–1874)
- Samuel Guttentag, Mediziner, Sanitätsrat (1786–1850)
- Jacob Guttmann, Rabbiner (1845–1919)
- Manuel Joël, Rabbiner (1826–1890)
- Eduard Lasker, Jurist und Politiker (1829–1883)
- Mendel Panofka, Gemeindevorsteher (1751–1810)
- Ferdinand Rosenthal, Rabbiner (1839–1921)
- David Samostz, Dramatiker und Übersetzer, Pädagoge (1789–1864)
- Ernst Sandberg, Mediziner (1849–1917)
- Julius Schottländer, Gutsbesitzer, Majoratsherr (1835–1911)
- Paul Schottländer, Biologe, U-Boot-Konstrukteur (1870–1938)
- Salo Schottländer, Verleger (1844–1902)
- Leo Smoschewer, Maschinenbau-Unternehmer, Kunstsammler (1875–1938)
- Gustav Valentin, Physiologe (1810–1883)
- Hermann Vogelstein, Rabbiner (1870–1942)
- Aron Wolfssohn, Mediziner, Pädagoge (um 1756–1835)
- Hermann Wollheim, Arzt und Schriftsteller, Abgeordneter (1817–1855)